# Église confessante

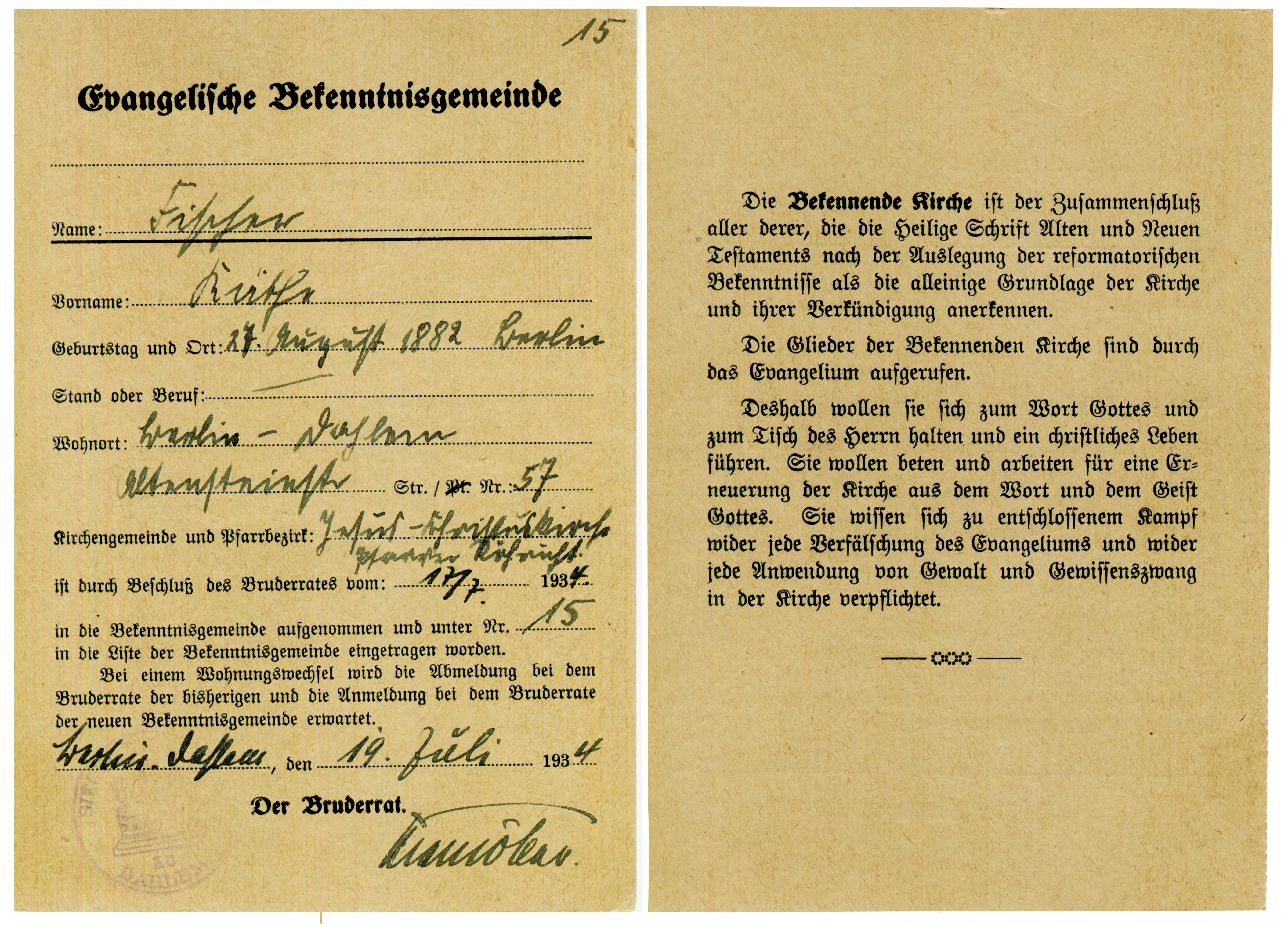
Carte de membre de l'Église confessante, Berlin-Dahlem, 1934, signée par Martin Niemöller au recto et au verso.

L'Église confessante (en allemand : Bekennende Kirche) est un mouvement au sein des Églises protestantes d'Allemagne, opposé au nazisme et à la mise en place d'une Église protestante du Reich pendant la période nazie.
Le terme désigne par ailleurs certaines Églises protestantes contemporaines.[réf. souhaitée]

## Histoire
En 1933, la Gleichschaltung contraint les Églises protestantes à fusionner au sein de l'Église protestante du Reich qui est noyautée par les « Chrétiens allemands » proches du parti nazi. Ces Chrétiens allemands ont été placés à la tête de l'Église protestante de l'Union prussienne à la suite d'un coup de force. Le danger de voir le protestantisme infiltré et submergé par l'idéologie nationale-socialiste suscite une mobilisation des forces hostiles à une telle évolution. Le 21 septembre 1933, un groupe de pasteurs s'organise en une « ligue de détresse Bekenntniskirche » ou « Église confessante ». En janvier 1934, 7 000 pasteurs regroupés autour de Martin Niemöller protestent notamment contre l'introduction du « paragraphe aryen » dans l'Union qui prévoyait l'exclusion des pasteurs d'origine juive ou mariés à une juive,.
Ce groupe d'opposants et un autre groupe de réformés rassemblés autour de Karl Barth se retrouvent au synode de Barmen, dans la banlieue de Wuppertal, du 29 au 31 mai 1934. On y adopte la déclaration de Barmen, qui proclame que l'Église d'Allemagne n'est pas un « organisme d'État » et n'a d'autre fondement que la Parole de Dieu. Finalement, c'est une nouvelle Église, présidée par un Conseil fraternel du Reich qui est issue du synode de Barmen. Parmi les dix-huit Églises provinciales représentées à Barmen, celles de Bavière, de Wurtemberg et de Hanovre sont dites intactes parce qu'elles n'avaient pas élu à leur tête des « chrétiens allemands ». Ces Églises intactes envoient à Barmen leurs propres représentants. Le synode de Berlin-Dahlem, tenu les 19 et 20 octobre 1934, dote la nouvelle église d'une « Direction provisoire », c'est-à-dire une instance concurrente de l'Épiscopat du Reich détenu par Ludwig Müller.
Ce regroupement massif au sein de l'Église confessante se divise rapidement. L'opposition frontale avec l'Épiscopat du Reich reconnu officiellement par le pouvoir est défendue par les plus intransigeants comme Dietrich Bonhoeffer, qui soutient que « celui qui se sépare sciemment de l'Église confessante en Allemagne se sépare du salut ». Cette intransigeance qui implique une hostilité déclarée au régime ne fait pas l'unanimité. 
Fin 1935, Elisabeth Schmitz distribue son Mémorandum sur les devoirs de l'Eglise confessante envers les protestants non-aryens (Denkschrift über die Aufgaben der Bekennenden Kirche an den evangelischen Nichtariern) à 200 membres de l'Église confessante, dont Karl Barth, Dietrich Bonhoeffer et Helmut Gollwitzer (de). Pour des raisons de sécurité, elle fait appel anonymement, sans succès, aux forces responsables de l'Église confessante pour qu'elles prêtent assistance aux personnes persécutées.
En 1936, les représentants des « Églises intactes » se retirent de la « Direction provisoire » et forment avec d'autres représentants d'Églises provinciales un « Conseil de l'Église protestante luthérienne d'Allemagne ». Niemöller fait partie de ceux qui ne sont pas radicalement opposés au régime : en septembre 1933, il fonde la « Ligue de détresse », mais en novembre de la même année, il envoie un télégramme à Hitler pour le féliciter de retirer l'Allemagne de la Société des Nations, « acte utile à l'intérêt national ».
Le déclin de l'Église confessante est accompagné d'une répression qui s'abat sur ses membres : Martin Niemöller est arrêté le 1er mars 1937 et passe la durée de la Seconde Guerre mondiale dans des camps de concentration, Sachsenhausen puis Dachau, mais en quartier spécial, ce qui le met à l'abri des mesures arbitraires de la SS. Le pasteur Wilhelm Busch, qui travaille auprès de la jeunesse à Essen et tient tête aux Jeunesses hitlériennes, est incarcéré par la Gestapo à Darmstadt en 1937. Pour avoir pris part à la conspiration de Stauffenberg, Dietrich Bonhoeffer est arrêté en 1943 et envoyé d'abord à la prison de Tegel, puis à Buchenwald et Flossenbürg, où il sera exécuté.